# Río Cauto (cours d'eau)
Pour les articles homonymes, voir Río Cauto.
Le río Cauto est un fleuve qui arrose le sud-est de l'île de Cuba. Long de 343 km, il prend sa source dans la Sierra Maestra, puis coule vers l'ouest et le nord-ouest et se jette dans la mer des Caraïbes au nord de Manzanillo, dans le golfe de Guacanayabo.

## Géographie
Le Río Cauto traverse les provinces de Santiago de Cuba et de Granma. Il arrose les localités de Palma Soriano, Cauto Cristo et Río Cauto. Il est navigable sur 110 km ; c'est l'un des deux fleuves navigables de Cuba, l'autre étant la Sagua la Grande (en). L'eau du fleuve n'est pas potable.

## Trajet

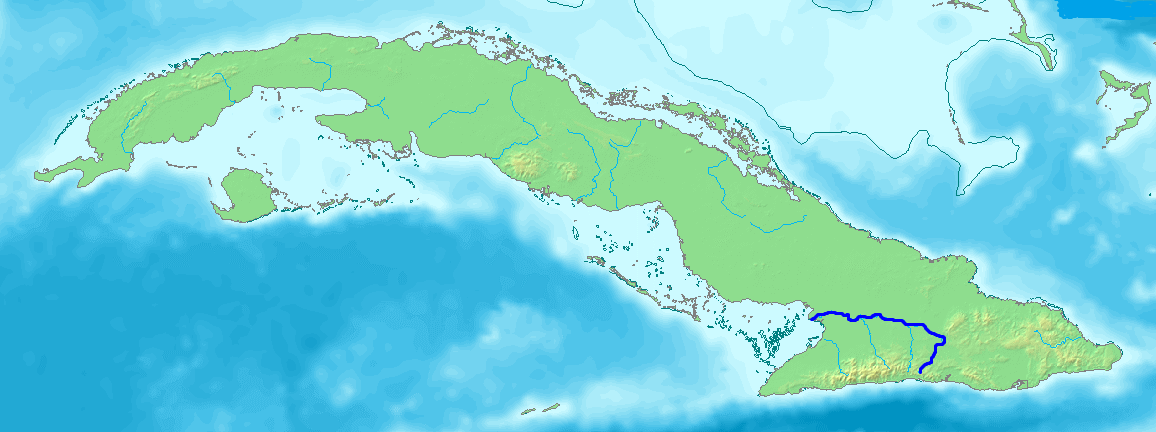
Le trajet

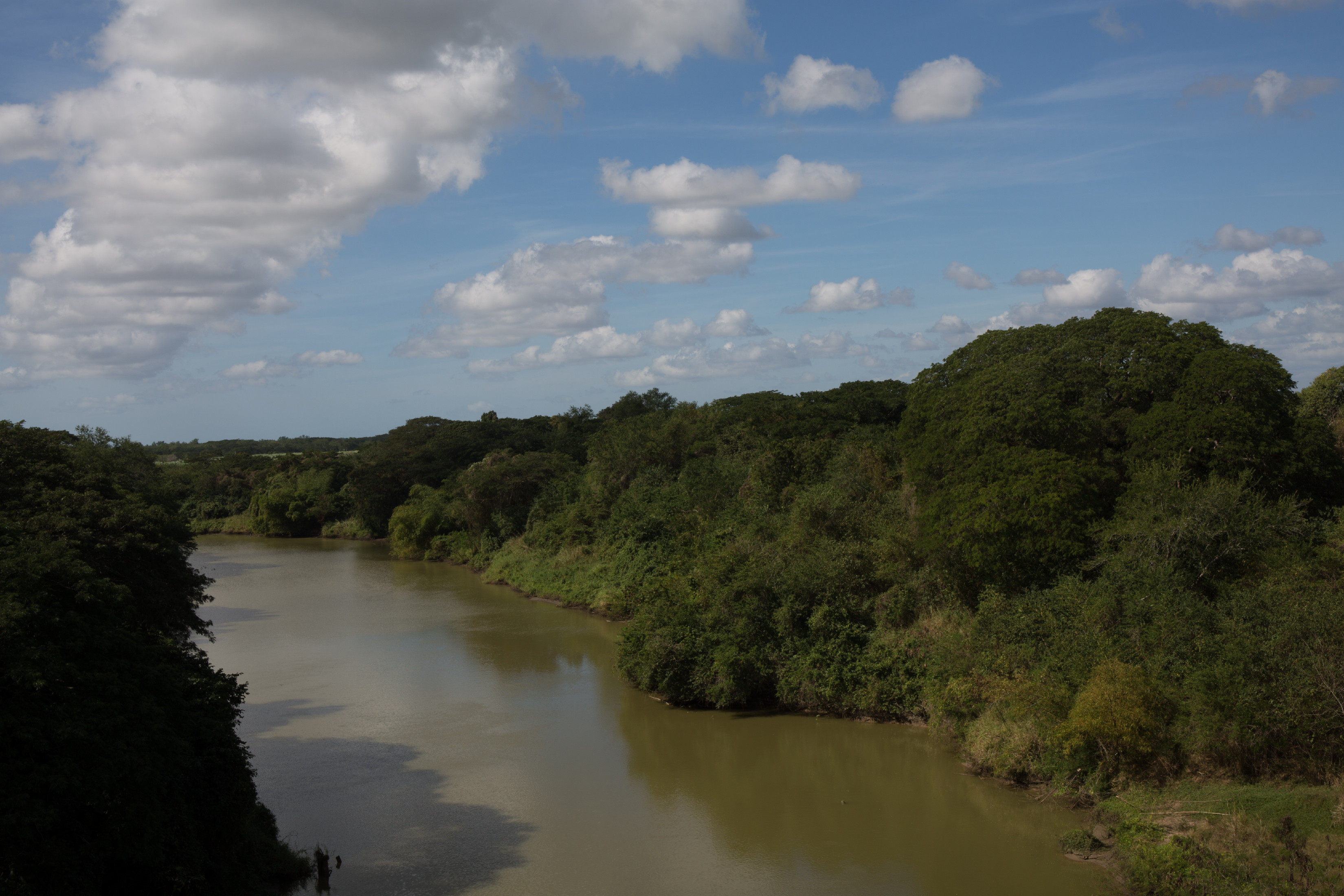
Vers Río Cauto

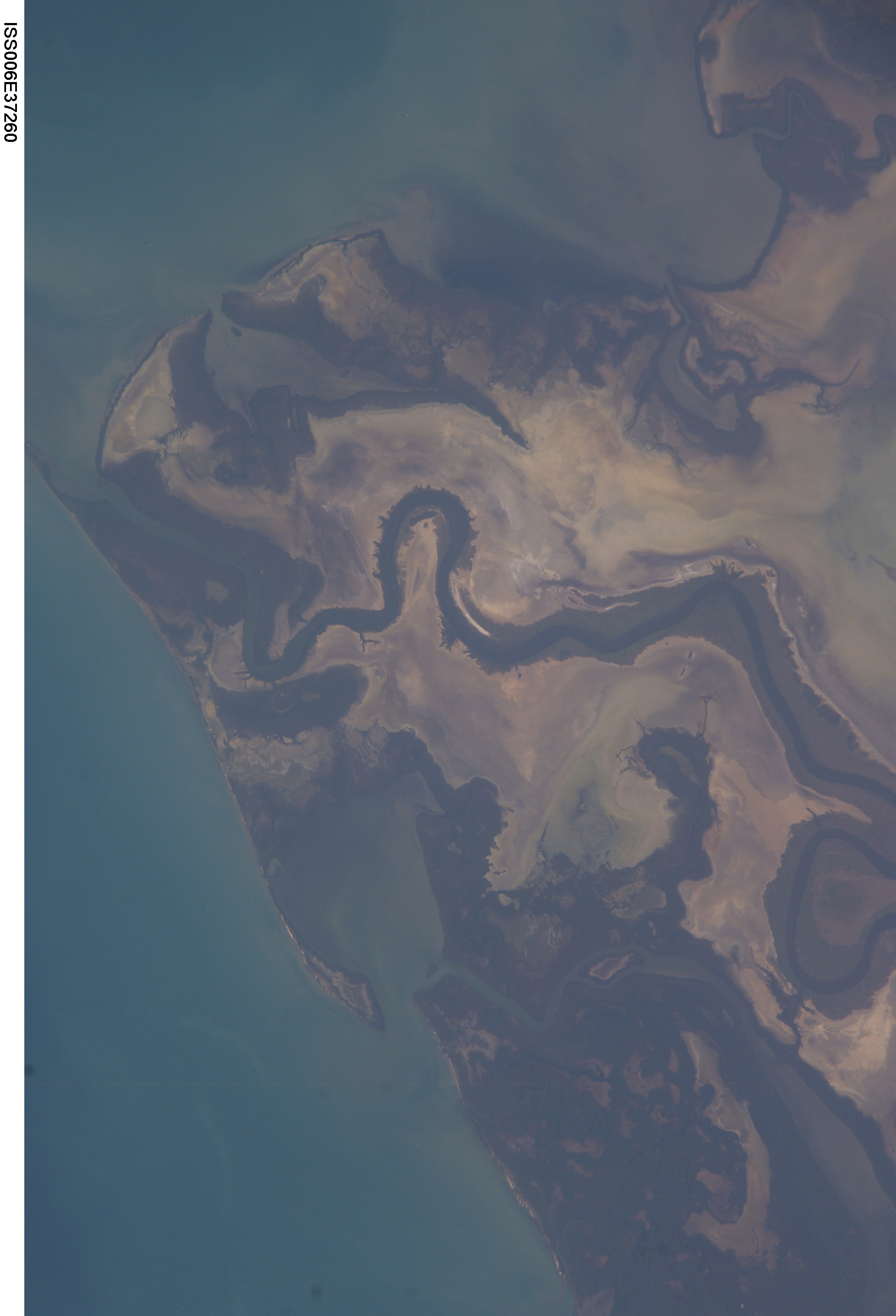
L'embouchure principale

- Source du río Cauto près de Campo Rico (sur Palma Soriano, Santiago de Cuba)[c 1]

→ reçoit le Marianao (rive droite) 

→ réservoir Gilbert 

→ reçoit le Cañas (rive droite) 

→ réservoir Gota Blanca 

→ reçoit le Yarayabo (rive droite)
- Palma Soriano[c 3]

→ reçoit le Guarincum (rive droite)
- Municipalité de Mella en rive droite
- Palmarito de Cauto (sur Mella)

→ Réservoir Protesta de Baragua, aussi alimenté par le Jagua (la ville de Mella est au bord du Jagua, en rive Est du réservoir, alors que le río Cauto arrive sur le côté ouest du réservoir)
- San Felipe Thompson (sur Mella)[c 4]
- Municipalité de Contramaestre en rive gauche (Santiago de Cuba)

→ reçoit les eaux du réservoir Bío (ce réservoir est sur Urbano Noris, Holguín)
- Cauto Pedregalon (sur Urbano Noris)[c 6]
- La Jatía (sur Jiguaní, Granma)[c 7]

→ reçoit le Contramaestre (rive gauche)
- Cauto la Yaya (en rive gauche, sur Jiguaní)[c 8] et Camillo (en rive droite, sur Urbano Noris)

→ reçoit l'Arroyón (rive gauche)
- Cauto Cristo (Granma)[c 10]

→ reçoit le Cautillo (rive gauche) 

→ réservoir de Cauto El Paso 

→ canal Magistral Cauto El Paso (rive droite)
- Cauto El Paso (sur Río Cauto)[c 11]
- Miradero (sur Río Cauto)[c 12]

→ diversion du Brazo de la Fuente
- Río Cauto[c 13]

→ reçoit le Salado (rive droite)
- Guamo Embarcadero[c 14]

→ diversion du Brazo Cauto Norte